# Steinsdalsfossen

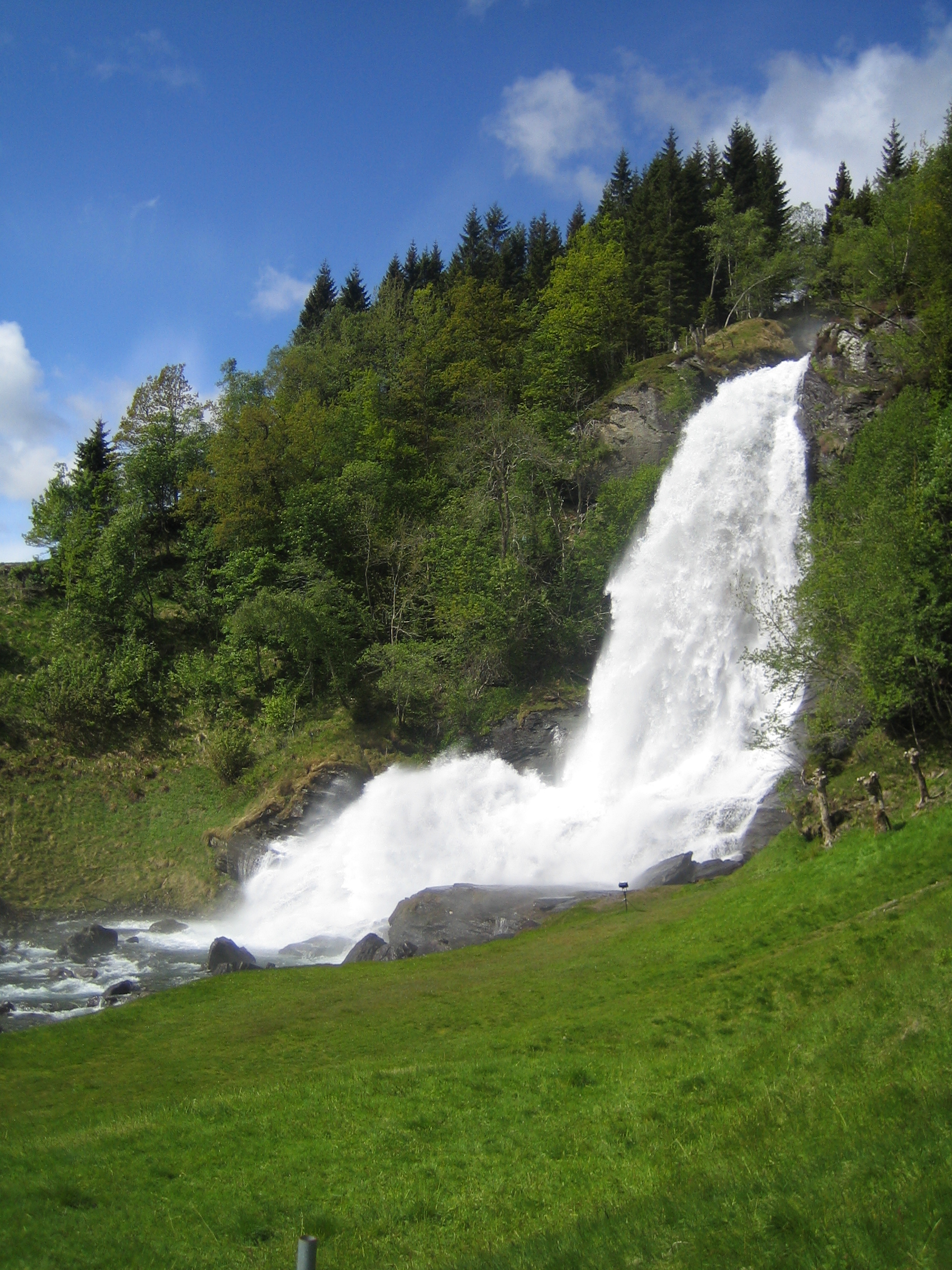
Steinsdalsfossen

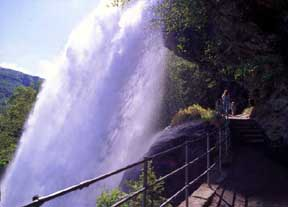
Stigen bakom Steinsdalsfossen

Steinsdalsfossen (också kallad Øvsthusfossen och Øfsthusfossen) är ett norskt vattenfall som ligger 2 kilometer väster om Norheimsund i Kvams kommun i Hardanger.
Vattenfallet är ett av de mest besökta i Norge och är speciellt eftersom det går en stig bakom vattenfallet där man kan gå torrskodd. Vattenfallet har en fallhöjd på 50 meter.  
Steinsdalsfossen är en del av Fosselva som rinner ut från Myklavatn som ligger 814 meter över havet.
På världsutställningen i Hannover år 2000 var Norge representerat med en installation av Marianne Heske där en 15 meter hög stiliserad kopia av Steinsdalsfossen var en viktig del.